# Діаграма Еллінгама

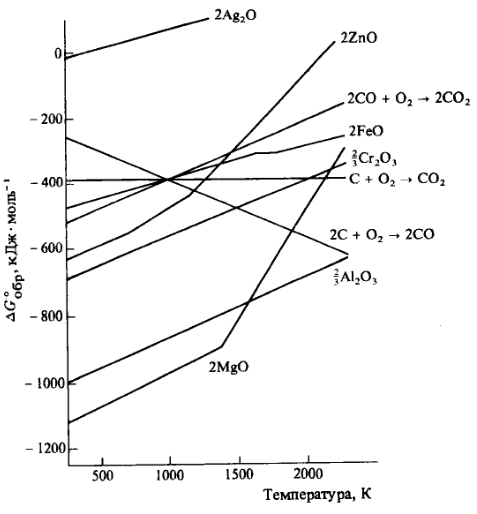
Діаграма Еллінгама для реакції виникнення деяких оксидів (значення ΔG віднесені до 1 моль O_{2})

Діаграма Еллінгама (рос. диаграмма Эллингама, англ. Ellingham diagram)— діаграма, на якій представлено залежності стандартних вільних енергій утворення СО та оксидів різних металів від температури. Використовується для визначення умов відновлення металів.